# Takeshi Watabe
Takeshi Watabe (Kochi, 21 de março de 1936 - 13 de dezembro de 2010) foi um veterano dublador japonês. Ele fez a voz de muitos personagens de anime e vilões de tokusatsu.